# Demetrios von Amerika

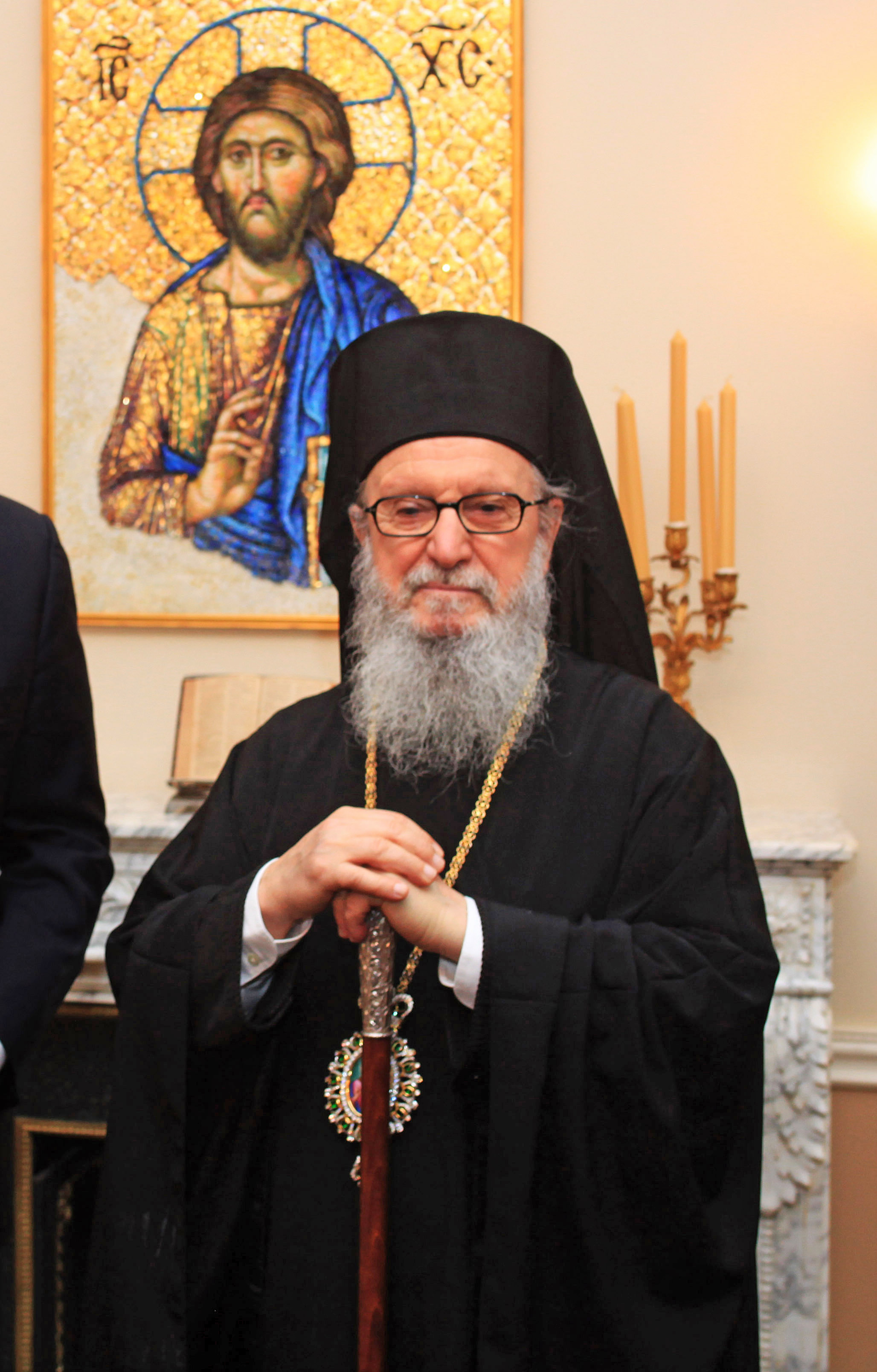
Dimitrios von Amerika

Demetrios von Amerika (Geburtsname Demetrios Trakatellis; griechisch Δημήτριος Τρακατέλλης; * 1. Februar 1928 in Thessaloniki, Griechenland) ist ein ehemaliger Elder Archbishop der Greek Orthodox Archdiocese of America und Exarch vom Atlantik bis zum Pazifik.

## Leben
Demetrios’ Eltern waren Georgia und Christos Trakatellis. Seine Ausbildung begann er an der Theologischen Hochschule der Universität Athen, wo er 1950 mit Auszeichnung abschloss. 1960 wurde er zum Diakon geweiht und 1964 zum Priester ordiniert. 1965 ging er in die Vereinigten Staaten, wo er die Harvard Graduate School of Arts and Sciences absolvierte und 1972 seinen Ph.D. erwarb. Später kehrte er nochmals an die Universität Athen zurück, wo er 1977 seinen Doktor in Theologie erwarb. Dann diente er ab 1967 als Auxiliar-Bischof für den Erzbischof von Athen. 1968 lehnte er eine Berufung als Metropolit der Diözesen von Attika und Megaris ab, da sich zu dieser Zeit die Griechische Militärdiktatur breitmachte.
Von 1983 bis 1993 übernahm er eine Professur für Biblical Studies and Christian Origins an der Hellenic College Holy Cross Greek Orthodox School of Theology in Brookline (Massachusetts) und war Visiting Professor an der Harvard Divinity School (1984–85 und 1988–89). 1993 kehrte er wieder nach Athen zurück, um im orthodoxen Erzbistum Athen zu arbeiten.
Am 18. September 1999 wurde er in der Archdiocesan Cathedral of the Holy Trinity als Primas der Greek Orthodox Archdiocese of America eingesetzt. Die Kathedrale in New York Citys Upper East Side dient als nationale Kathedrale der Erzdiözese.
Am 26. November 2015 verkündete die Erzdiözese die Erhebung zur Gerontiki Eparchy des Ökumenischen Patriarchats.
Nach drei vergeblichen Versuchen seitens des Ökumenischen Patriarchen Bartholomäus I. 2017/18, Demetrios als Konsequenz des Skandals um den Neubau der St. Nicholas Greek Orthodox Church zum Rücktritt zu bewegen, gab Demetrios Anfang Mai 2019 seinen Rücktritt bekannt. Zu seinem Nachfolger wurde am 11. Mai Metropolit Elpidophoros von Bursa gewählt.

## Akademie und Heilige Synode
Demetrios wurde im November 2002 als Mitglied der Akademie von Athen gewählt und 2003 aufgenommen. Am 19. Februar 2004 wurde er in den Heiligen Synod des Ökumenischen Patriarchats gewählt.
Demetrios sprach bei der Democratic National Convention am 27. August 2008 und bei der Republican National Convention am 4. September 2008 Gebete und überbrachte auch den Segen beim Presidential Inaugural Luncheon am 21. Januar 2013.

## Familie
Der Bruder, Antonios Trakatellis, ist Abgeordneter im Europäischen Parlament für die griechische Nea Dimokratia.

## Veröffentlichungen
Demetrios hat sechs Bücher und hunderte Artikel und Essays in verschiedenen Zeitschriften veröffentlicht.
Eine Auswahl:
- Presence of the Holy Spirit, 1984.
- Authority and Passion, 1987.
- The Transcendent God of Eugnostos, 1991.
- Christ, the Pre-existing God, 1992.
- The Fathers Interpret, 1996.
- A Call to Faith, 2004.